# ПП-2000
ПП-2000 — российский 9-мм пистолет-пулемёт, разработанный коллективом конструкторов тульского КБ приборостроения под руководством В. П. Грязева и А. Г. Шипунова. Классифицируется как оружие для подразделений правоохранительных органов, действующих в городских условиях, а также как личное оружие самообороны для отдельных категорий военнослужащих. По характеристикам схож со многими западными пистолетами-пулемётами, в том числе классифицируемыми как личное оружие самообороны (PDW).
Особенностью пистолета-пулемёта ПП-2000 является его конструкция: в частности, массивная спусковая скоба может использоваться как передняя рукоять, а роль плечевого упора может играть запасной магазин (позже стали выпускаться варианты со складным вбок металлическим плечевым упором). Для стрельбы из ПП-2000 могут использоваться как стандартные патроны 9×19 мм, так и патроны повышенного давления, обладающие большей останавливающей силой и пробивной мощью.

## Разработка
Работы по созданию нового пистолета-пулемёта развернулись в рамках ОКР «Баксанец», разработкой занимался коллектив конструкторов тульского КБ приборостроения (руководители — В. П. Грязев и А. Г. Шипунов). Патент на конструкцию был получен в 2001 году, однако широкой публике он был впервые представлен летом 2004 года на парижской выставке «Eurosatory-2004», а также осенью на московской «Интерполитех-2004».
В результате опытной эксплуатации предсерийных образцов на базе отдела вневедомственной охраны при ГУВД Московской области в базовую конструкцию ПП-2000 «были внесены определённые доработки, позволяющие более эффективно и безопасно использовать пистолет-пулемёт в городских условиях». В 2006 году началось серийное производство ПП-2000 для МВД РФ. Согласно создателям, по характеристикам этот пистолет-пулемёт был схож с такими иностранными образцами, как FN P90, HK MP5, Steyr TMP, Micro Uzi, Ingram Mod. 10, Šcorpion vz. 61 и HK MP7.

## Конструкция

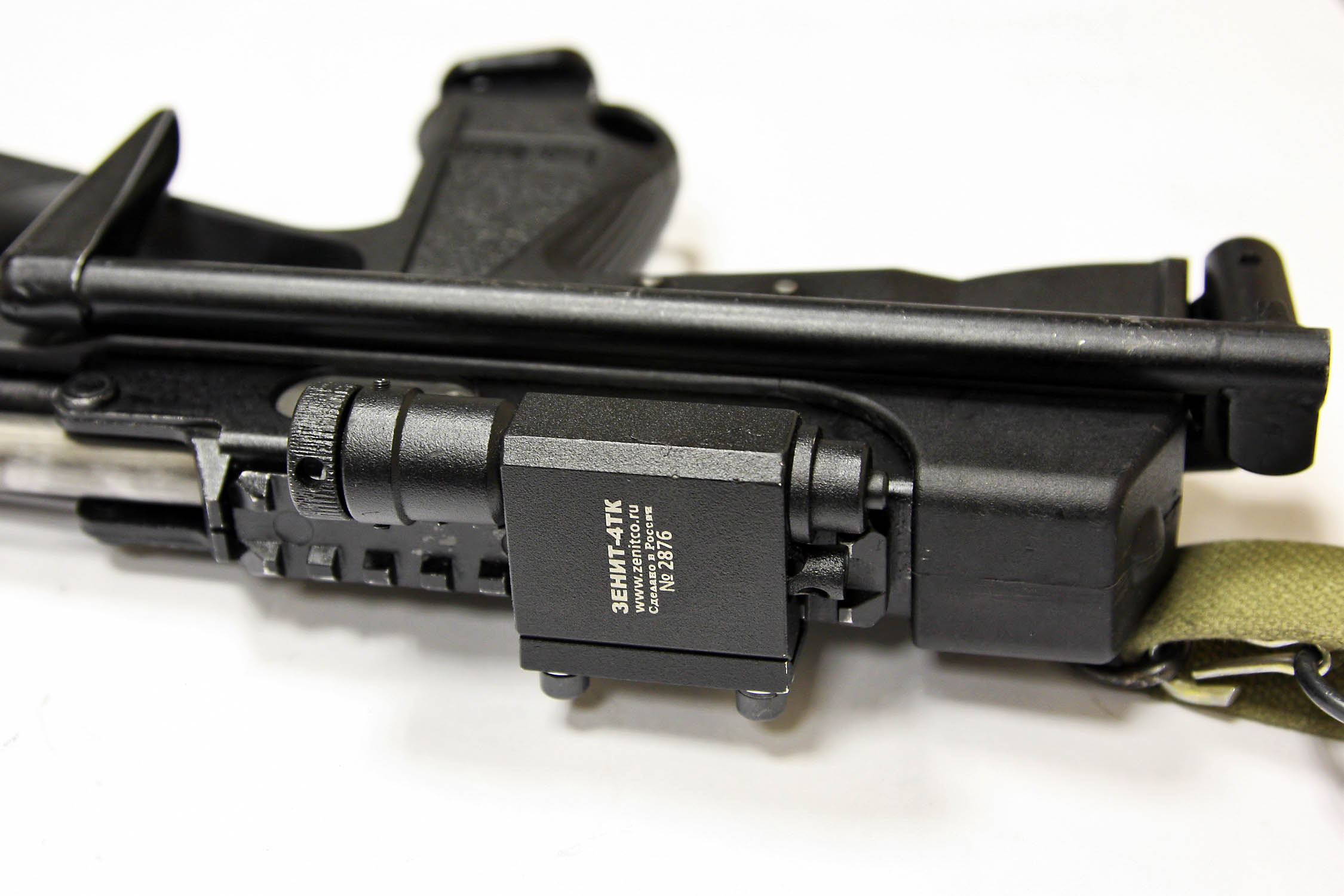
Лазерный целеуказатель Зенит-4ТК

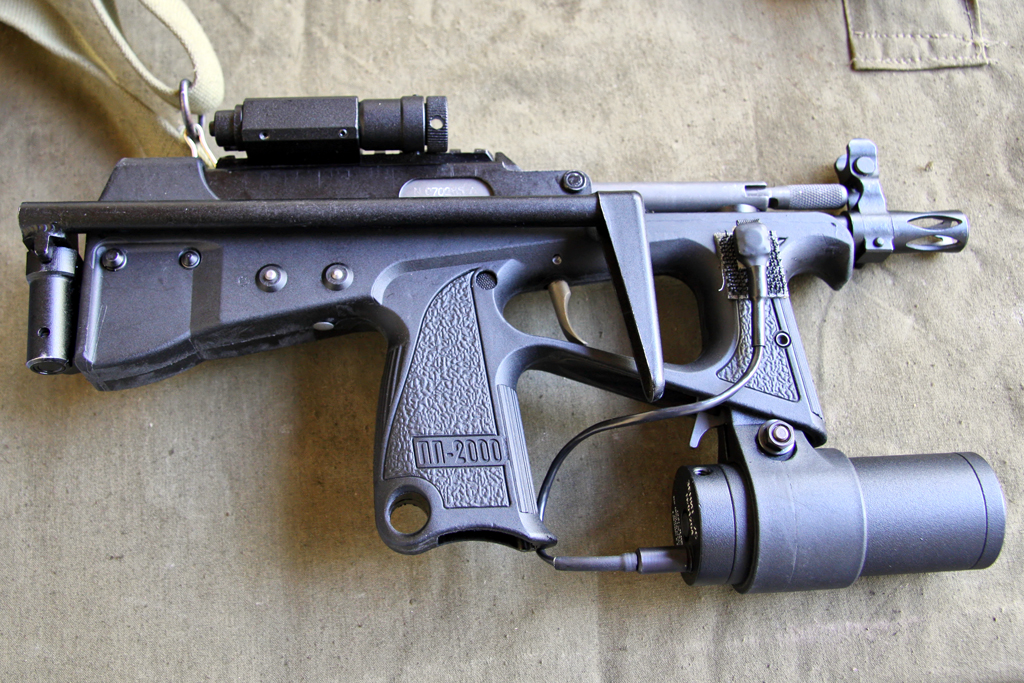
ПП-2000 с ЛЦУ и тактическим фонарём

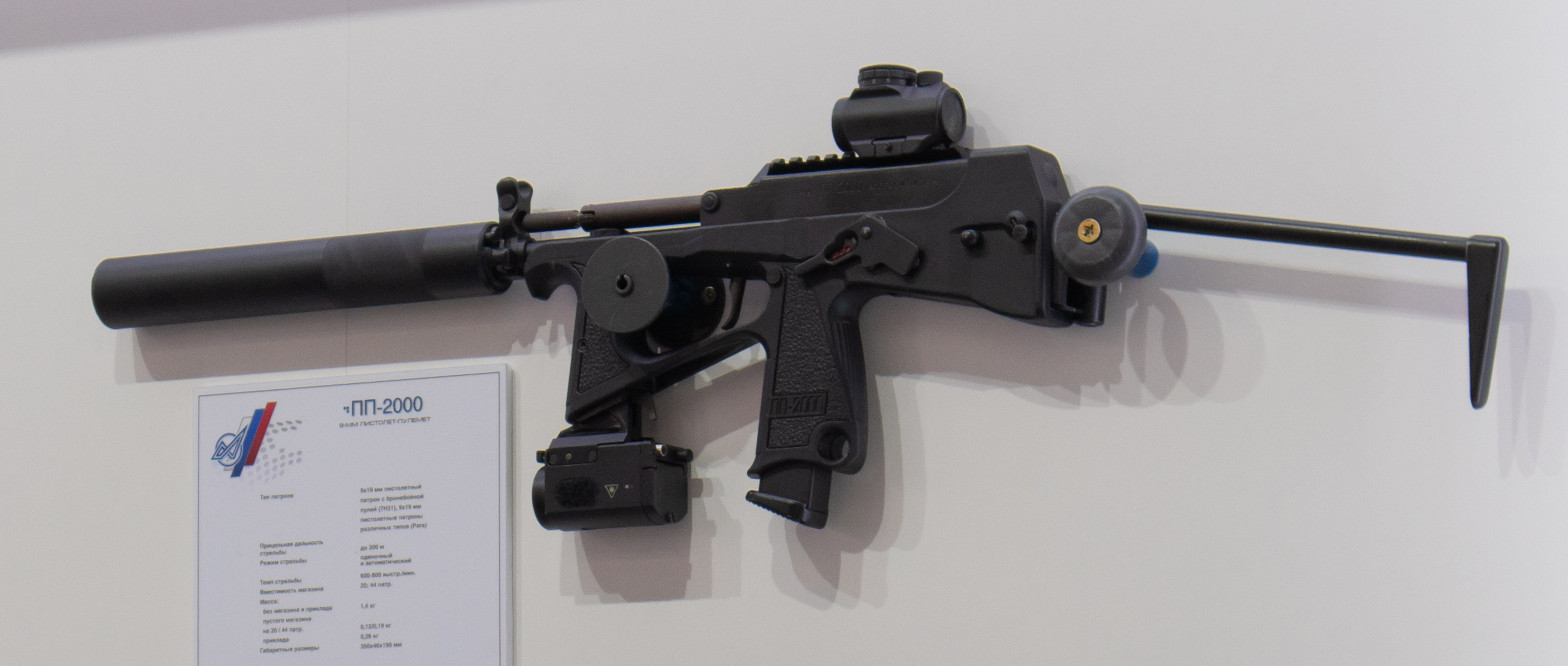
ПП-2000

Пистолет-пулемёт обладает малыми габаритами, сопоставимыми с размерами боевого пистолета, что позволяет также использовать его как оружие скрытого ношения (но при этом он не может быть помещён в кобуру из-за передней рукоятки). Он построен на основе автоматики со свободным затвором, огонь ведётся с закрытого затвора. Ударно-спусковой механизм куркового типа с возможностью переключения с одиночного режима огня на автоматический. Корпус выполнен из высокопрочного пластика, что уменьшает массу и повышает коррозийную стойкость оружия. Ствол глубоко посажен в рукоятку, дульная часть ствола снабжена щелевым пламегасителем. Предохранитель-переводчик режимов огня флажкового типа расположен только на левой стороне оружия, однако откидная рукоятка взведения затвора и кнопка защёлки магазина могут быть переустановлены на любую сторону, что позволяет производить все манипуляции как правой, так и левой рукой.
Пистолет-пулемёт имеет необычную форму. Его пистолетная рукоять служит горловиной для магазина, как у всех компактных пистолетов-пулемётов, а с ней с помощью перемычки соединена массивная спусковая скоба, которая может использоваться в качестве рукояти управления огнём и позволяет стрелять из оружия, не снимая толстых перчаток. Особенностью данного пистолета-пулемёта является возможность использования запасного магазина в качестве плечевого упора: в задней части корпуса выполнено гнездо для подобного магазина. Существуют также варианты без дополнительного магазина в виде плечевого упора; с 2006 года серийные образцы оснащены съёмным складным вбок металлическим плечевым упором, устанавливаемым в гнездо для запасного магазина, а на оружейной выставке «DEFEXPO» (в феврале 2010 г.) был представлен вариант с более удобным нескладным пластиковым прикладом скелетной конструкции.
Модульная конструкция позволяет адаптировать оружие под выполнение разных задач: ПП-2000 может комплектоваться дульной насадкой-глушителем неразборного типа, ЛЦУ видимого и невидимого (инфракрасного) диапазона, коллиматорным или оптическим прицелом, ПНВ и тактическим фонарём. На крышке ствольной коробки серийных ПП-2000 могут устанавливаться универсальные прицельные планки типа Пикатинни или Вивера.

## Применяемые боеприпасы

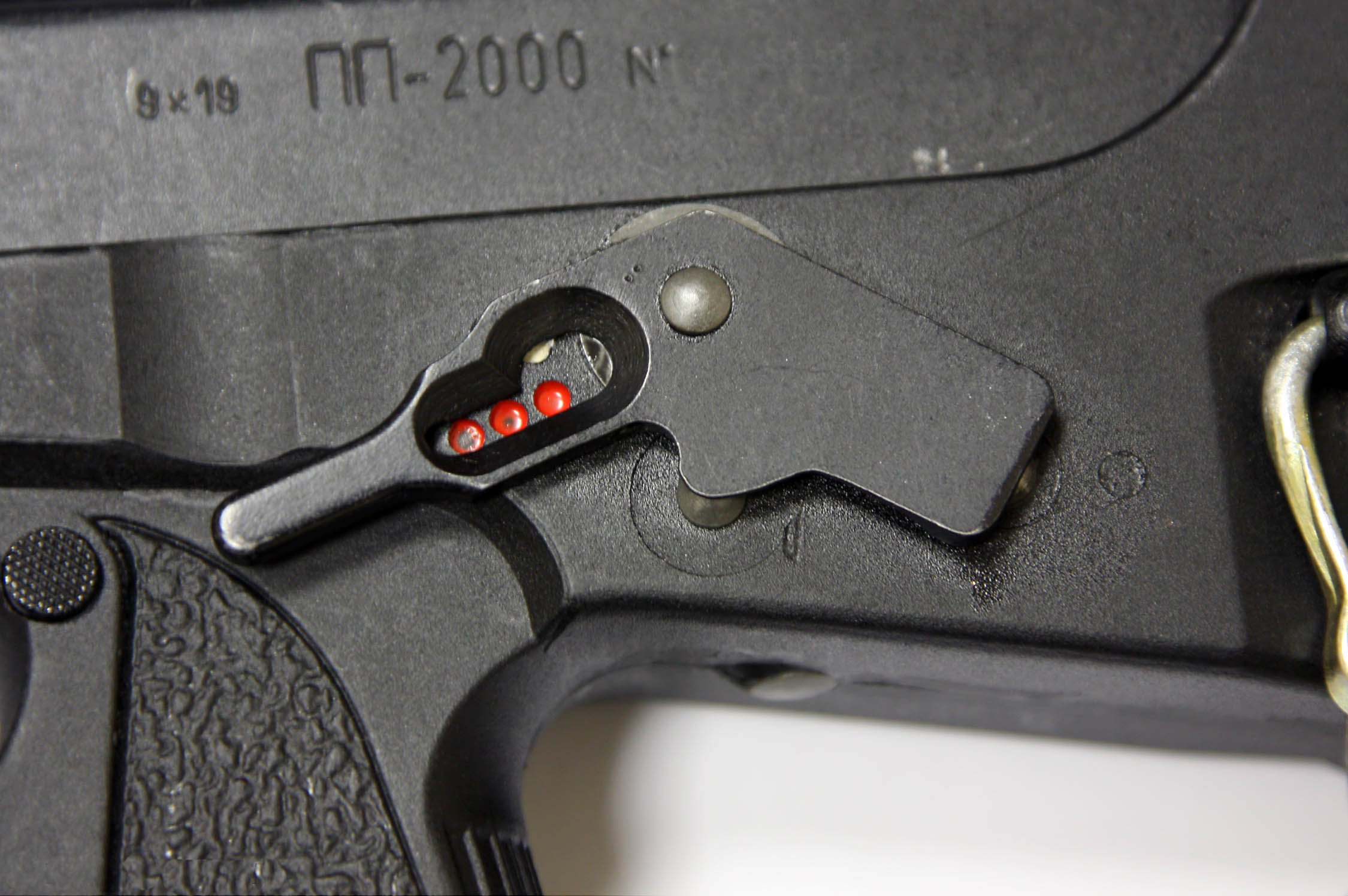
Переводчик режима огня в положении стрельбы очередями

Ресурс пистолета-пулемёта составляет около 6 тысяч выстрелов. В пистолете-пулемёте ПП-2000 могут применяться различные патроны 9×19 мм, обеспечивающие поражение целей, не защищённых бронежилетами. Допустимо применение патронов повышенного давления с бронебойными пулями типа 7Н21 или 7Н31 российской разработки, которые могут поражать противника, использующего средства индивидуальной бронезащиты, в транспортных средствах и за лёгкими преградами. Последние обеспечивают пробитие 8-мм стального листа на дистанции до 15 м, 5 мм на дальности 45 м и 3 мм на дальности до 80 м. Энергия пули патрона при этом достигает 700 Дж.
Габарит рассеивания лучшей половины пуль при стрельбе на дистанцию 100 м составляет:
- стрельба лёжа с руки
  - одиночными — 25×25 см;
  - очередями — 100×100 см;
- стрельба стоя с руки
  - одиночными — 40×40 см;
  - очередями — 140×140 см.

## Варианты и модификации
В 2018 году был представлен демонстрационный образец гражданского варианта ПП-2000 — самозарядный карабин ОЦ-126 (с увеличенной до 310 мм длиной ствола и 10-зарядным магазином). В 2021 году ОЦ-126 был включён в перечень продукции ЦКИБ СОО

## Страны-эксплуатанты

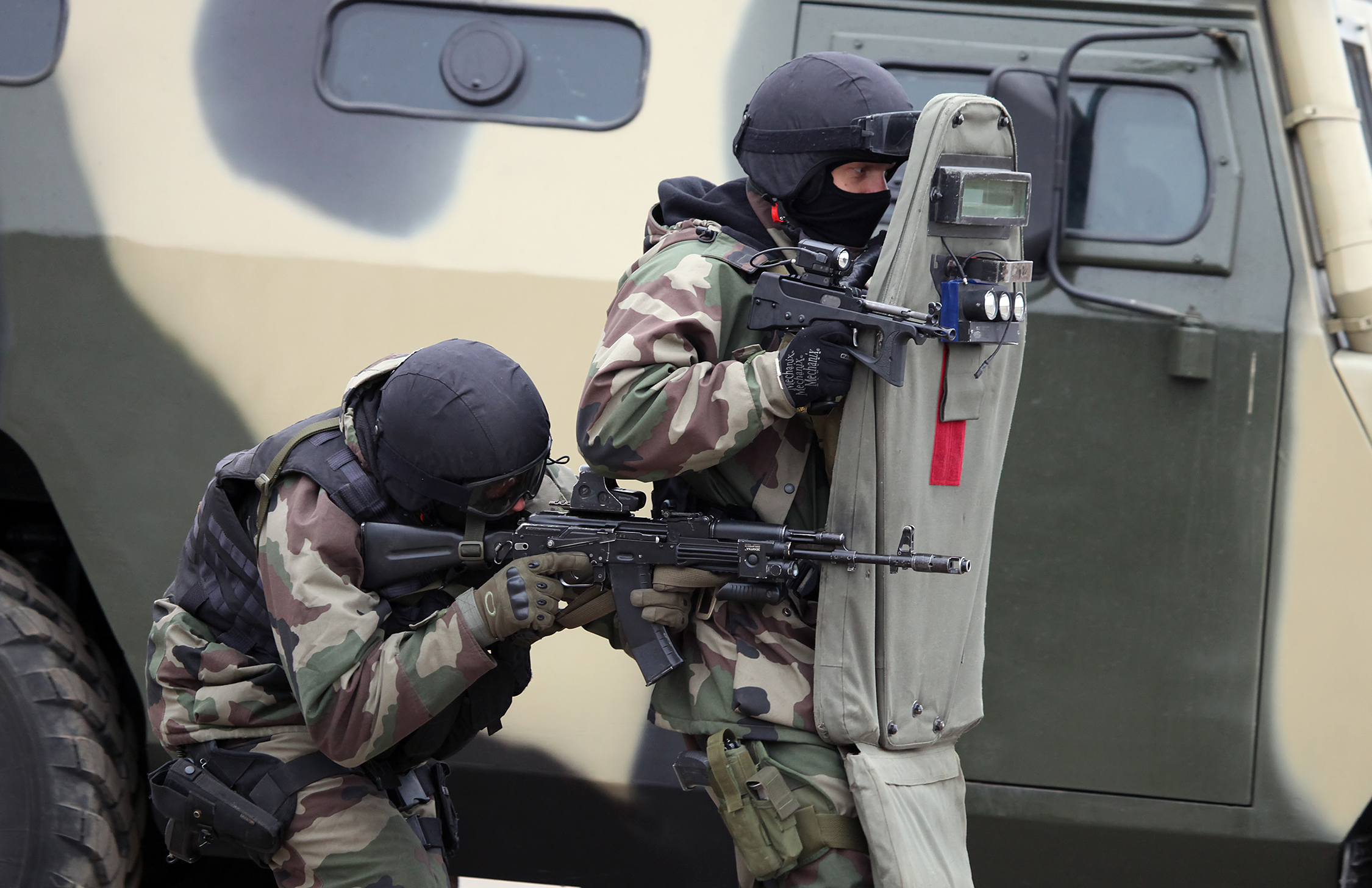
Интерполитех-2013, демонстрация 604 ЦСН «Витязь» ВВ МВД России: ПП-2000 с фонарём на планке Пикатинни

- Россия: состоит на вооружении подразделений при правоохранительных органах, действующих в городских условиях; используется отдельными категориями военнослужащих в качестве личного оружия самообороны[1][22]. Официально является штатным оружием[23][24], которое применяется отдельными подразделениями МВД РФ[25][26], подразделениями вневедомственной охраны[27] и Федеральной службой исполнения наказаний[28]. С сентября 2023 года более компактный ПП-2000 стал включаться в вооружение лётчиков ВКС РФ (в составе носимого аварийного запаса под сиденьем лётчика) вместо автомата АКС-74У[29].
- Армения: состоит на вооружении Службы национальной безопасности[30] и отдельных категорий сотрудников полиции[31].
- Казахстан: используется сотрудниками Комитета национальной безопасности[32].

## В массовой культуре
Пистолет-пулемёт ПП-2000 встречается в ряде современных художественных фильмов и телесериалов, среди которых фигурирует «Запрещённая реальность» (там он показан как в обычном виде, так и в виде некоего психотронного излучателя) и телесериал "День шакала" (2024г, 1 сезон, 1 серия), в котором его называют "русский МГ2000". Из компьютерных игр он представлен в серии игр Battlefield (как разблокируемое оружие), играх Call of Duty: Modern Warfare 2, Watch Dogs, Splinter Cell: Blacklist, серии Ghost Recon и других.